# Tribute to Masami Okui: Buddy
A Tribute to Masami Okui: Buddy egy Okui Maszami tribute album, amely 2008. június 25-én jelent meg az Evolution kiadó gondozásában.

## Érdekességek
- Az album az énekesnő karrierjének tizenötödik évfordulójára készült el, ahol az ő dalait éneklik fel, hanem énekes-, és zenészbarátai, akikkel nagyon sokat dolgozott együtt.

## Dalok listája
1. Trust 4:25
  - A dal előadója: Kuribajasi Minami
  - Eredeti verzió: God Speed album
2. Rinbu-Revolution (輪舞-revolution?) 5:14
  - A dal előadója: Csihara Minori
  - Eredeti verzió: Ma-King album
3. Dzsónecu (情熱?) 5:25
  - A dal előadója: Miszato Aki
  - Eredeti verzió: Devotion album
4. Introduction 4:47
  - A dal előadója: Maszaaki Endó
  - Eredeti verzió: Rebirth album
5. Olive 4:52
  - A dal előadója: Isida Jóko
  - Eredeti verzió: Dragonfly album
6. Iivake (いいわけ?) 4:45
  - A dal előadója: Suara
  - Eredeti verzió: Crossroad album
7. Otomegokoro mugen (乙女心無限?) 4:36
  - A dal előadója: Ómi Tomoe
  - Eredeti verzió: Evolution (Okui Maszami-album) album
8. Koisimaso nebarimaso (恋しましょ ねばりましょ?) 4:23
  - A dal előadója: Momoi Haruko
  - Eredeti verzió: Do-Can album
9. Vaszuregusza (ワスレグサ?) 5:32
  - A dal előadója: Kagejama Hironobu
  - Eredeti verzió: Masami Life album
10. Happy Place 4:22
  - A dal előadója: Jonekura Csihiro
  - Eredeti verzió: Crossroad album